# Система межштатных автомагистралей США
Национальная система межштатных и оборонных автомагистралей имени Дуайта Д. Эйзенхауэра (англ. Dwight D. Eisenhower National System of Interstate and Defense Highways) — сеть скоростных автомагистралей в США, носящая имя 34-го президента, организовавшего её строительство.
Создание сети было утверждено Законом о федеральном финансировании строительства автомобильных дорог 1956 года (англ. Federal Aid Highway Act of 1956); запланированная вначале сеть строилась в течение 35 лет. С того времени сеть расширялась и составила по состоянию на 2020 год 78 465 км (с учётом Пуэрто-Рико), что делает её второй по протяженности в мире после сети скоростных автодорог Китая. По состоянию на 2020 год более четверти всех транспортных средств США пользовались сетью межштатных магистралей. Стоимость строительства оценивалась примерно на уровне 425 млрд. $ в ценах 2006 года (эквивалент 521 млрд. $ в 2018 году), что по некоторым оценкам делает её «крупнейшим общественным проектом со времён постройки пирамид». Система сделала значительный вклад в формирование Соединенных Штатов как экономической и индустриальной державы.

## История

### Планирование
Попытки центрального правительства США построить национальную сеть магистралей начались после принятия «Федерального дорожного акта 1916 года» (англ. Federal Aid Road Act of 1916), который обеспечивал 75 млн $ по программе встречного финансирования (англ. matching funds) на пятилетний период для штатов на строительство и улучшение шоссе. Однако из-за расходов, связанных с Первой мировой войной, деньги на этот проект не выделялись до 1921 года, когда американские военные вернулись из Европы и началась политика «нормальности» (от англ. Normalcy — неологизм Уоррена Гардинга, президента США в 1921—1923 годах, впервые использованный во время выборов). Однако в 1921 году срок действия оригинального законопроекта закончился.
Поскольку старый законопроект 1916 года потерял силу, был выдвинут новый закон — «Федеральный закон о шоссе 1921 года» (англ. Federal Highway Act of 1921). Новое строительство опять таки предполагалось вести за счёт федерального встречного финансирования на строительство и улучшение дорог, хотя теперь предлагалась значительно большая сумма в 75 млн $ ежегодно. Более того, этот новый закон впервые предусматривал направление этих средств на строительство объединенной национальной сети связанных между собой «главных шоссе».
Федеральное управление шоссейных дорог (англ. Federal Highway Administration, FHWA) сделало запрос Армии США с просьбой предоставить перечень дорог, которые рассматриваются как необходимые для государственной обороны. В 1922 году генерал Джон Першинг, бывший председатель Американских экспедиционных сил в Европе во время войны, ответил на запрос подробной картой в 200 тыс. миль связанных между собой главных дорог, которая теперь имеет название Карта Першинга.
Оживлённое строительство автодорог продолжилось в 1920-х годах — например, был реализован такой проект, как сеть «парковых дорог» в Нью-Йорке (англ. New York parkway system) в качестве части новой национальной дорожной сети. С ростом автомобильного трафика проектировщики увидели необходимость в добавлении к существующей сети автомагистралей (англ. United States Numbered Highways). В конце 1930-х планы расширились до новой сети скоростных шоссе.
В 1938 году президент Франклин Рузвельт предоставил для анализа Томасу Макдональду, председателю Бюро общественных дорог (англ. Bureau of Public Roads), эскиз карты Соединенных Штатов с обозначением восьми коридоров крупных шоссе. В 1939 году глава отдела информации Бюро общественных дорог Герберт С. Фэйрбенк написал доклад под названием «Платные и бесплатные дороги», первое формальное описание того, что впоследствии превратилось в сеть межштатных магистралей; в 1944 году вышла работа с похожим названием — «Межрегиональные шоссе» (англ. Interregional Highways).
Сеть межштатных магистралей получила поборника в лице президента Дуайта Эйзенхауэра, который находился под впечатлением от путешествия в бытность молодым офицером в 1919 году по шоссе Линкольна (англ.), первой автодороге, пересекавшей всю страну. Во время Второй мировой войны Эйзенхауэр дал высокую оценку сети немецких автобанов как необходимого компонента системы государственной защиты во время службы в качестве Верховного главнокомандующего Союзных экспедиционных сил Антигитлеровской коалиции на Европейском театре военных действий Второй мировой войны. Он осознавал, что предложенная система также обеспечит ключевые наземные транспортные маршруты для поставки и перемещения военных отрядов в случае чрезвычайной ситуации или при вторжении.

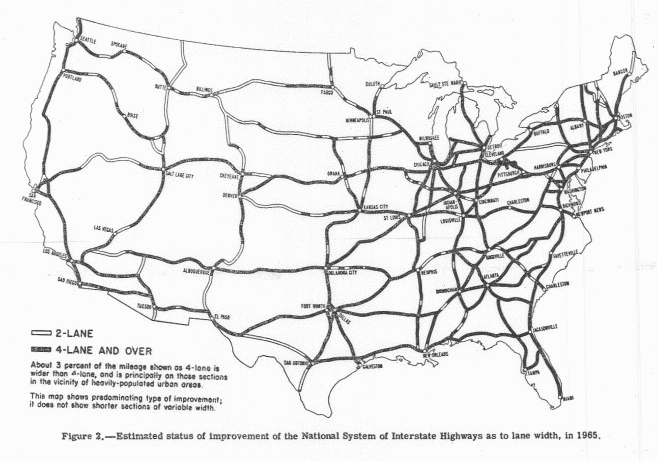
Карта 1955 года. Показывает запланированную на 1965 год сеть межштатных магистралей.

В 1955 году опубликовано «Основное расположение национальной системы межштатных автомобильных магистралей» (англ. General Location of National System of Interstate Highways), имевшее неофициальное название «Жёлтая Книга», — эта работа содержала план постройки сети межштатных магистралей. Помогал в планировании Чарльз Эрвин Уилсон, глава «Дженерал Моторс», назначенный президентом Эйзенхауэром Министром обороны в январе 1953 года.

### Строительство
Строительство началось с принятием 29 июня 1956 года «Закона о федеральном финансировании строительства автодорог» 1956 года (англ. Federal Aid Highway Act of 1956), известный как «Закон о национальных межштатных автомобильных и оборонительных магистралях» 1956 года (англ. National Interstate and Defense Highways Act of 1956).
Сразу три штата заявляют своё первенство на строительство первой автострады. Миссури утверждает, что первые три контракта на строительство были подписаны 2 августа 1956 года. Первый контракт касался дороги U.S. 66, что теперь имеет название Interstate 44. 13 августа 1956 года штат Миссури выиграл первый контракт на финансирование новой шоссейной системы.
Канзас заявляет, что он первый начал работы над дорожным покрытием после подписания закона. Подготовительные строительные работы были начаты до подписания закона, а сами работы по укладке покрытия начались 26 сентября 1956 года. Штат обозначил свой участок I-70 как первый проект в Соединенных Штатах, завершённый по условиям нового закона.
Согласно информации специалиста по связям с общественностью Ричарда Вайнгроффа, платная дорога Пенсильвании (англ. Pennsylvania Turnpike) также может рассматриваться как одна из первых дорог системы. 1 октября 1940 года участок в 261 км (162 мили) шоссе, что сейчас обозначается как I-70 и I-76, был открыт между городами Ирвин и Карлайл в штате Пенсильвания. Пенсильвания называет эту платную дорогу «дедушкой» платных дорог.

#### Основные даты
- 17 октября 1974 года. Небраска становится первым штатом, который завершает строительство всех своих главных шоссе системы передачей в общественное использование финального участка I-80[15].
- 22 августа 1986 года. Последняя секция шоссе I-80, которое протянулось от побережья до побережья (от Сан-Франциско до Нью-Йорка), была сдана в Солт-Лейк-Сити, что сделало его первой длинной автострадой, которая простиралась от Атлантического до Тихого океана и на тот момент самой длинной автострадой в мире. Эта секция протянулась от State Route 68 штата Юта до Международного аэропорта Солт-Лейк-Сити. На церемонии открытия было отмечено, что по совпадению этот участок находится в 80 км (50 милях) от Промонтори, где аналогичный подвиг был совершен 120 лет назад, когда был забит «золотой костыль» на стройке Первой трансконтинентальной железной дороги[16][17][18].
- 10 августа 1990 года. Был сдан последний участок шоссе I-10 от побережья до побережья (Санта-Моника — Джэксонвилл) — тоннель Папаго под центром Финикса. Завершение строительства этого участка задержалось из-за сопротивления местных жителей, которые были против первоначального плана строительства дороги на эстакаде[19].
- 12 сентября 1991 года. I-90 стало последним шоссе от побережья до побережья (Сиэтл — Бостон). Оно было завершено сооружением виадука, проходящего через Уоллес, Айдахо. Задержка в строительстве участка была вызвана отменой первоначального плана под давлением местных жителей, который предполагал снос большей части центра Уоллеса. Жители сорвали проект путём внесения большинства территорий центра в перечень «исторических районов» и в Национальный реестр исторических мест США, что сделало невозможным строительство трассы по первоначальным документам. После сдачи дороги жители отпраздновали устранение «последнего красного сигнала» для трансконтинентальных межштатных магистралей[19][20].
- 10 октября 1992 года. Изначально запланированная система была объявлена завершённой открытием участка I-70 в каньоне Глинвуд[англ.], Колорадо. На участке 19 км (12 миль) построено 40 мостов и многочисленные тоннели, что делает его одним из самых дорогих участков шоссе в сельской местности в пересчете на километр пути, когда-либо построенных в США[21][22]. Несмотря на то, что участок был объявлен последним в системе межштатных шоссе на момент сдачи в эксплуатацию, на сегодня до сих пор есть участки без связей, из-за чего некоторые из автомагистралей не являются непрерывными.

Начальная стоимость системы составила 25 млрд $ с планом выполнения в 12 лет. Итоговая стоимость составила 114 млрд $ (425 млрд $ в ценах 2006 года с учетом инфляции) и заняло 35 лет.

### Состояние с 1992 года по настоящее время
Хотя система и была объявлена законченной в 1992 году, два из первоначальных шоссе, I-95 и I-70, не непрерывны из-за отсутствия соединения. В обоих случаях причиной является сопротивление местных жителей, которые не дают полностью закончить систему.
Из-за отмены строительства Шоссе Сомерсет (англ. Somerset Freeway), магистраль I-95 не имела продолжения в Нью-Джерси. В 2004 году федеральным правительством был опубликован проект строительства развязки, соединяющей I-95 с платной дорогой Пенсильвании (англ. Pennsylvania Turnpike), объединяющий отдельные участки I-95 и формирующий непрерывный маршрут. Строительные работы были начаты в 2010 году, и завершены в сентябре 2018 года.
Нет связки между платной дорогой Пенсильвании (англ. Pennsylvania Turnpike) и I-70 близ Бризвуда, штат Пенсильвания, где автомобилисты должны использовать несколько участков 30-й автомагистрали США для проезда к I-70. Хотя за многие годы было предложено не одно решение для непрерывности I-70, все они были заблокированы протестами местных жителей.
Дополнительные подъездные пути, петли, объезды до сих пор остаются в состоянии строительства, например I-485 в Северной Каролине, которое находится в таком состоянии с 1980-х. Несколько главных дорог, которые не являются частью первоначального плана, тоже остаются в процессе строительства, в частности I-22 в штатах Теннесси, Миссисипи и Алабама и продолжение I-69 от Индианы до Техаса. Официальные лица также определяют некоторые не-межштатные автострады для последующего включения в систему путём строительства новых маршрутов или улучшения существующих до необходимого уровня.

## Стандарты

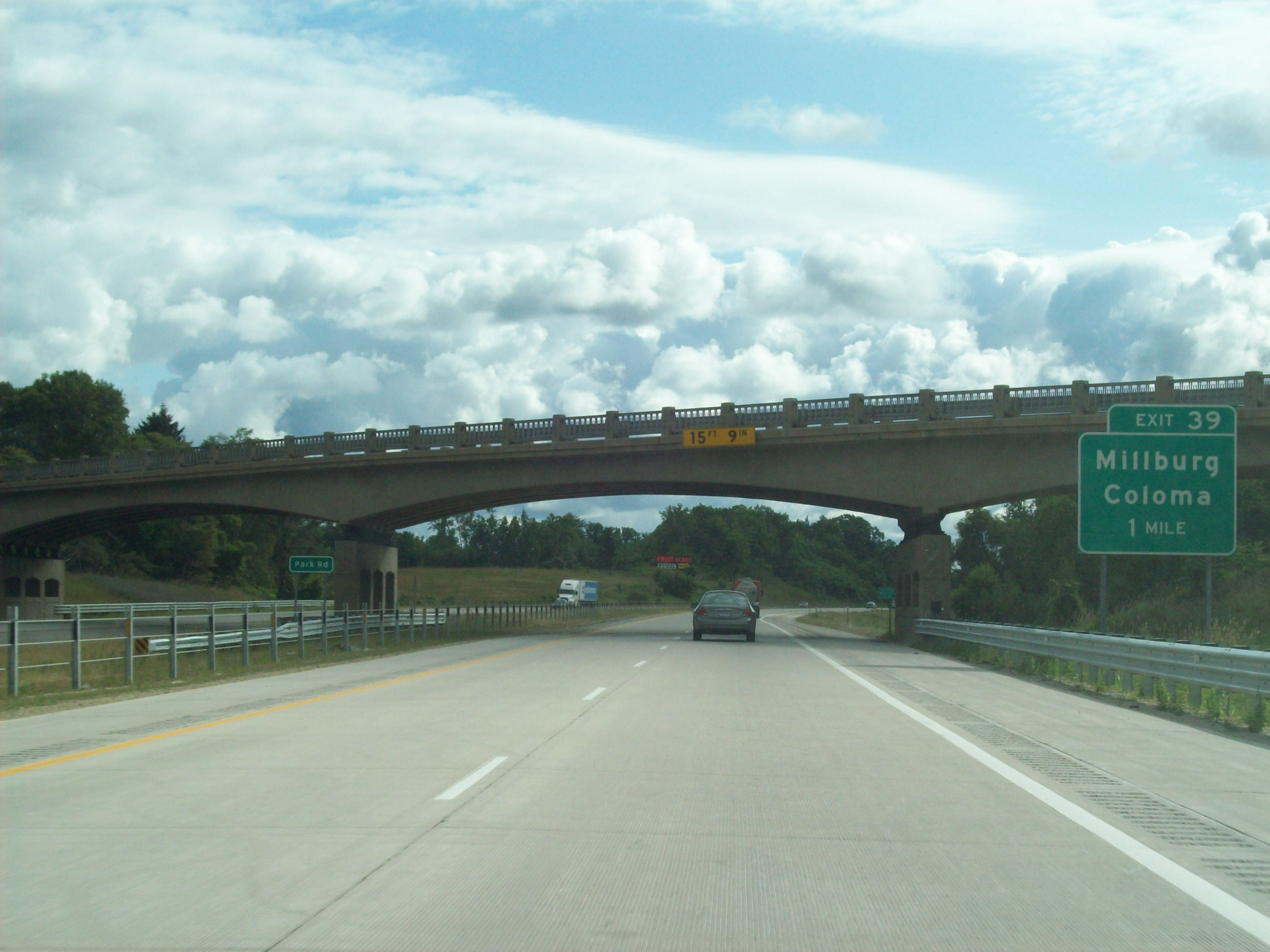
I-94 в районе города Колома (в штате Мичиган), иллюстрирует примеры стандартов, принятых в сети межштатных автострад: шумные полосы безопасности на обочине, брусчатка из параллельного гофрированного бетона, знак ограничения высоты на путепроводе, знак второстепенной объездной дороги на средней линии, новый кабельный барьер безопасности на середине дороги, принятый Федеральным управлением автомобильных дорог США (Federal Highway Administration) и знак съезда на правой обочине.

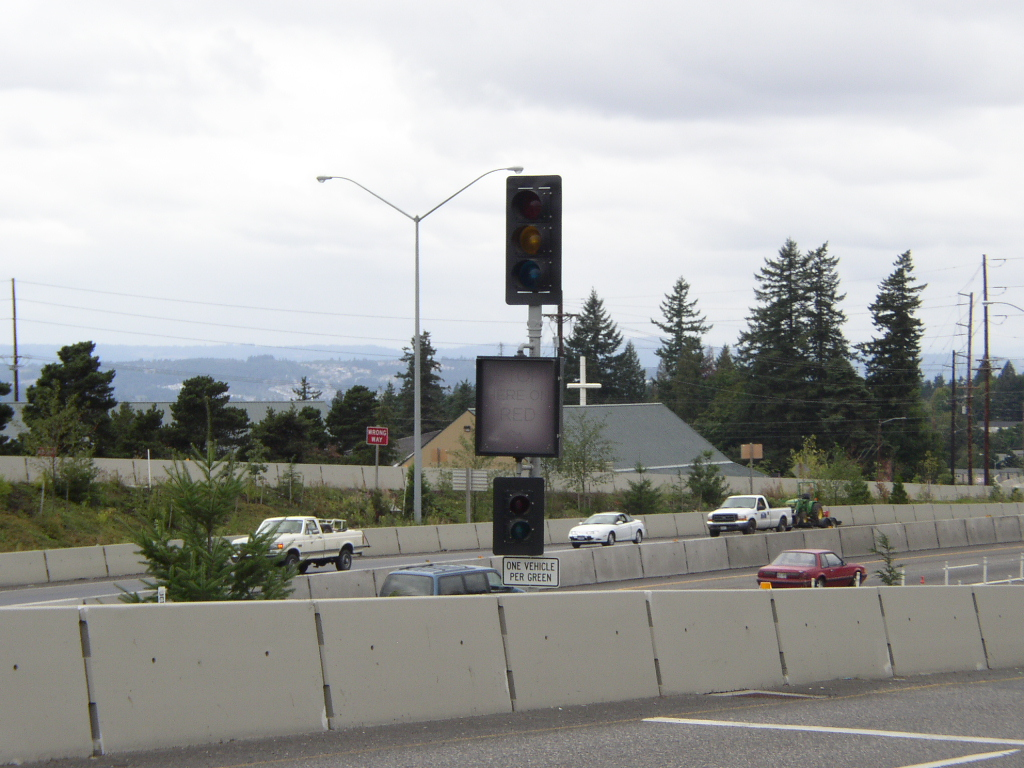
Светофор на съезде в Портленде.

Американская ассоциация государственных автомобильных дорог и транспорта (англ. American Association of State Highway and Transportation Officials, AASHTO) определила ряд стандартов, которые должны быть соблюдены на всех автострадах, за исключением тех, относительно которых выпущено отдельное постановление Федерального управления автомобильных дорог США (англ. Federal Highway Administration). Один из почти безусловных стандартов — это должны быть скоростные автомагистрали на которых движение тихоходного и негабаритного транспорта ограничено или запрещено. Светофоры используются лишь в отдельных случаях (участки, которые не соответствуют стандартам), на постах и на съездах для управления потоком автомобилей (англ. ramp meter) в часы пик.

### Ограничение скорости
В связи с тем, что данные дороги являются автомагистралями, они, как правило, имеют наивысшие скоростные ограничения в данном районе. Самая высокая разрешенная скорость определяется каждым штатом. С 1974 по 1987 год максимальной разрешённой скоростью на любом межштатном шоссе в соответствии с федеральным законом была скорость 89 км/ч (55 миль/ч). На сегодня ограничения скорости в сельской местности варьируются от 105 до 121 км/ч (от 65 до 75 миль/ч), хотя несколько участков I-10 в Техасе имеют ограничения 129 км/ч (80 миль/ч), что является самой высокой разрешённой скоростью в стране по состоянию на сентябрь 2011 года (соответствующая норма отражена в законопроекте № 1201, принятом палатой представителей штата). Участки I-15 в штате Юта также имеют ограничении скорости 129 км/ч (80 миль/ч).
Как правило, самые низкие скорости передвижения устанавливаются в более населённой части США (северо-восток), в то время как на территориях с меньшей плотностью населения разрешённая скорость обычно выше (южные и западные штаты США). Например, максимальная скорость на севере штата Мэн 121 км/ч (75 миль/ч), 105 км/ч (65 миль/ч) на участке от юга штата Мэн до Нью-Джерси и всего 80 км/ч (50 миль/ч) в округе Колумбия. В некоторых зонах допустимая скорость значительно ниже из-за проезда через опасные территории. I-90 в Огайо имеет ограничение скорости 80 км/ч (50 миль/ч) в центре Кливленда из-за двух резких поворотов с лимитом 56 км/ч (35 миль/ч) в сильно перенаселенной территории. I-70 в Уилинге имеет ограничения скорости 72 км/ч (45 миль/ч) в тоннеле Уилинг и по большей части центра города. I-68 имеет ограничения скорости 64 км/ч (40 миль/ч) в Кюмберланде (в штате Мэриленд) из-за нескольких опасных участков и узких улиц в городе. На некоторых участках ограничения скорости снижены по судебным решениям и требованию жителей, например, после задержек в завершении строительства I-35 в Сент-Поле местные жители через суд на почти 30 лет ввели ограничение скорости в 72 км/ч (45 миль/ч) и запрет на проезд автомобилей с полной массой свыше 4100 кг (9000 фунтов). I-93 в Государственном парке Франкония-Нотч на севере Нью-Гэмпшира имеет ограничение скорости в 72 км/ч (45 миль/ч) по причине того, что автострада является двухполосной, с одной полосой в каждую сторону.

### Другое использование
Как часть сети Национальной системы автомагистралей США, межштатные автострады улучшают мобильность военных отрядов по направлению к аэропортам, морским портам, железнодорожным терминалам и военным базам. Также шоссе системы являются частью Стратегической системы автомобильных магистралей (англ. Strategic Highway Network), системы дорог, которые определяются как чрезвычайно важные для Министерства обороны США.
Система также используется для облегчения эвакуации в случае урагана или другого природного бедствия. Для увеличения пропускной способности шоссе в таких ситуациях меняют направление движения по одной из сторон дороги, то есть обе стороны ведут от места предполагаемого бедствия. Эта процедура, известная как обращение полосы (англ.  contraflow lane reversal), применялась несколько раз при эвакуациях от ураганов. После публичных протестов, связанных с неэффективной эвакуацией из южной Луизианы во время урагана Джордж в сентябре 1998 года, правительство официально ввело эту процедуру для ускорения эвакуации. В Саванне и Чарлстоне в 1999 году I-16 и I-26 применялись в этом режиме при опасениях относительно урагана Флойд с несколько смешанными результатами.
В 2004 году обращение полос использовалось перед ураганом Чарли в районе Тампы и в штатах, которые расположены на побережье Мексиканского залива перед ураганом Иван, однако время эвакуации не сократилось по сравнению с предыдущими эвакуациями. Инженеры начали применять на практике новые подходы после анализа предыдущих эвакуаций, которые включают в себя ограниченные съезды, движение без полицейских (чтобы автомобили продолжали движение, а не стояли, ожидая инструкции относительно направления движения) и улучшение оповещения населения. В результате в 2005 году эвакуация Нового Орлеана при урагане Катрина прошла более спокойно и ровно.
Согласно городской легенде, каждая пятая миля дорог системы автострад должна быть построена прямой, чтобы быть пригодной для посадок самолетов во время войны. На самом деле межштатные шоссе не запроектированы для использования как взлетно-посадочные полосы.

## Система нумерации

### Главные (одно- и двузначные номера)

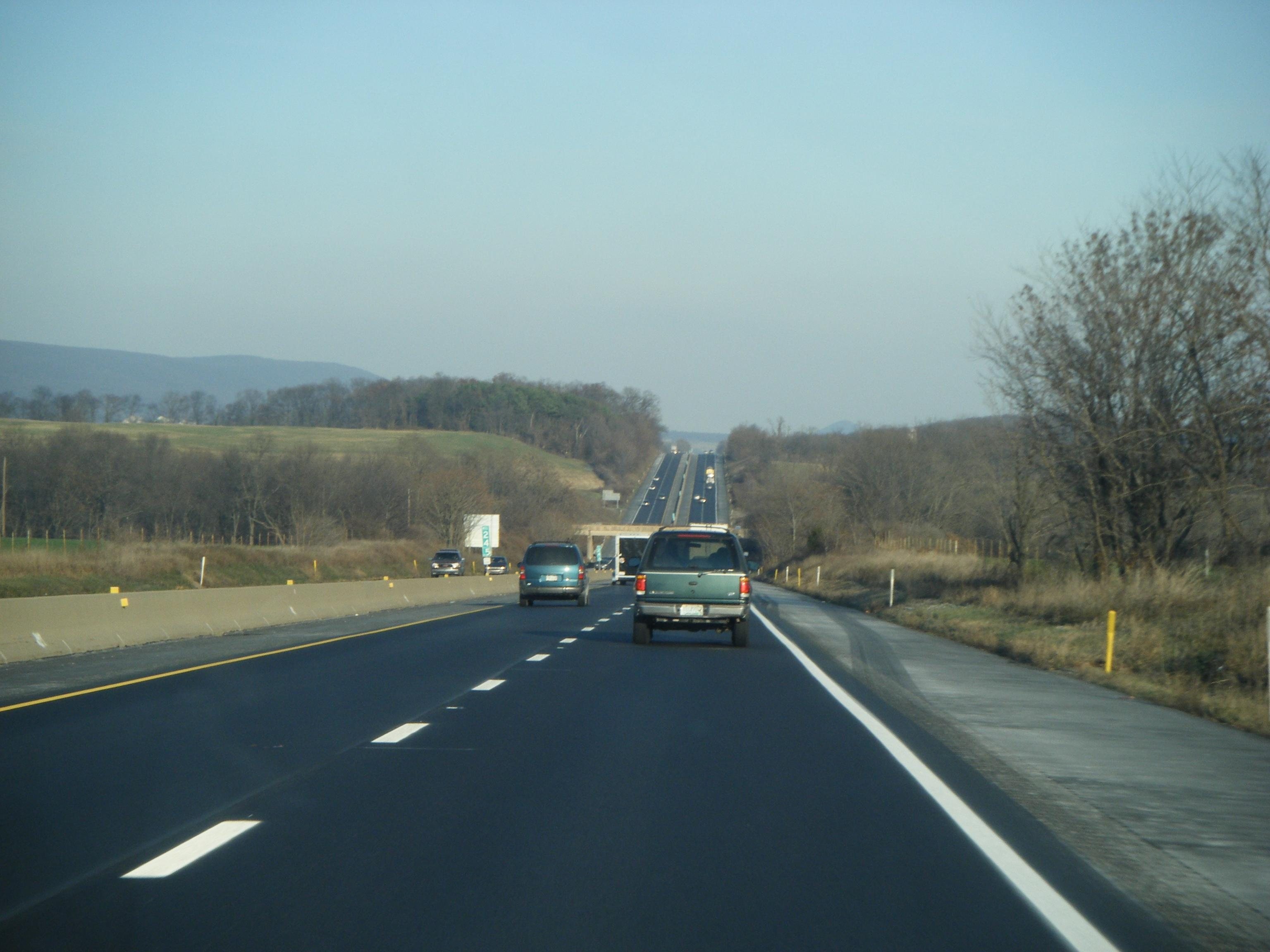
I-78 и US 22 в округе Беркс, Пенсильвания.

Система нумерации межштатных магистралей была разработана в 1957 Американской ассоциацией государственных автомобильных дорог и транспорта (англ. AASHTO). Современная политика нумерации была принята 10 августа 1973 года. В пределах континентальной части США главные межштатные автострады (также их называют магистральными или двузначными) имеют номера меньше 100.
Согласно этой системе шоссе направлений восток-запад имеют чётные номера, а направления север-юг — нечётные. Нечётные номера возрастают с запада на восток, а чётные — с юга на север во избежание путаницы с автомагистралями США (обозначаются индексом US), которые имеют противоположное направление увеличения номеров (с востока на запад, с севера на юг), однако есть несколько исключений в отдельных районах. Номера, кратные пяти, считаются главными артериями среди основных магистралей. Номера главных дорог с севера на юг увеличиваются от автострады I-5 между Канадой и Мексикой, которая проходит вдоль Западного побережья, до I-95 между Канадой и Майами вдоль Восточного побережья США. Возрастает нумерация с запада на восток от I-10 между Санта-Моникой и Джэксонвиллем до трассы I-90 между Сиэтлом и Бостоном с двумя исключениями. Нет дорог I-50 и I-60, поскольку дороги с этими номерами, вероятнее всего, пройдут по штатам, имеющим автомагистрали США с аналогичными номерами (US 50 и US 60), что будет исключением из правил, определённых постановлениями управления автомобильных дорог. Автомагистрали I-41 в штате Висконсин и I-74 в Северной Каролине также являются исключениями, не соответствующими правилам. Некоторые шоссе в разных концах страны имеют одинаковые двузначные номера (например, I-76 (запад) и I-76 (восток), I-84 (запад) и I-84 (восток), I-86 (запад) и I-86 (восток), I-88 (запад) и I-88 (восток)). Некоторые из них имеют одинаковые номера из-за изменения системы нумерации в 1973 году. Ранее номера с буквенными суффиксами применялись для длинных подъездных путей, например западная ветка шоссе I-84 обозначалась как I-80N, поскольку направлялась к северу от I-80. В соответствии с политикой нумерации, «никакие новые разделённые номера, такие как I-35W и I-35E, больше даваться не будут». Также новой политикой предусмотрена скорейшая ликвидация подобных дорог. Однако трассы с именами I-35W и I-35E до сих пор существуют в Далласе, Форт-Уэрте, Миннеаполисе и Сент-Поле. Более того, автомагистраль I-69 в Техасе была разделена на I-69E, I-69W и I-69C.
Политика Американской ассоциации государственных автомобильных дорог и транспорта разрешает нумерацию из двух чисел для обеспечения непрерывности между главными контрольными точками. Это называется параллелизмом (англ. concurrency) или перекрытием (англ. overlap). Например I-75 и I-85 делят один участок в Атланте; это участок в 11,9 км, называемый Центральным соединением (англ. Downtown Connector), обозначается знаками как I-75, так и I-85. Параллелизм между дорогами системы и автомагистралями США также разрешается настоящей политикой при условии обоснованности длины параллельных участков. В редких случаях две трассы, которые делят одну дорогу, обозначаются как таковые, направляющиеся в противоположные стороны. Пример такого обратного параллелизма (англ. wrong-way concurrency) — между Уитвиллом и Фортом Чизвелом в штате Вирджиния, где эквивалентны север трассы I-81 и юг I-77 (этот участок дороги имеет направление с востока на запад).

### Вспомогательные (трёхзначные номера)
Вспомогательные межштатные магистрали бывают кольцевыми (англ. circumferential), радиальными или в виде ответвлений (англ. spur), которые в основном обслуживают городскую территорию. Эти шоссе имеют трёхзначные номера, состоящие из добавления цифры к двузначному номеру ближайшей межштатной автострады. Для ответвлений, которые выходят из «родительского» шоссе и не возвращаются, в нумерации спереди добавляют нечётное число. Кольцевые и радиальные дороги (возвращаются к «родительскому» шоссе) имеют чётную цифру в начале номера. Вследствие большого количества подобных вспомогательных дорог, их номера могут повторяться в разных штатах вдоль магистрали. Однако некоторые вспомогательные дороги являются исключением из этих правил.

Примеры системы нумерации вспомогательных межштатных автострад.

В приведённом выше примере город А имеет чётно пронумерованное кольцевое шоссе. В городе В показаны чётно пронумерованное кольцевое шоссе и нечётно пронумерованное ответвление. В городе С есть чётно пронумерованное кольцевое шоссе и нечётно пронумерованное ответвление. Поскольку все три города в одном штате, каждая из вспомогательных дорог имеет собственный трёхзначный номер. В отличие от главных межштатных магистралей, шоссе с трёхзначными номерами обозначаются как восточные/западные или южные/северные в зависимости от общей ориентации дороги без связи с номером дороги. Для некоторых закольцованных шоссе используются для обозначений внутреннее/внешнее направление в противоположность к названиям по сторонам света.

### Аляска, Гавайи и Пуэрто-Рико

Карта системы шоссе в Пуэрто-Рико, которые финансируются как межштатные магистрали, но так не обозначены.

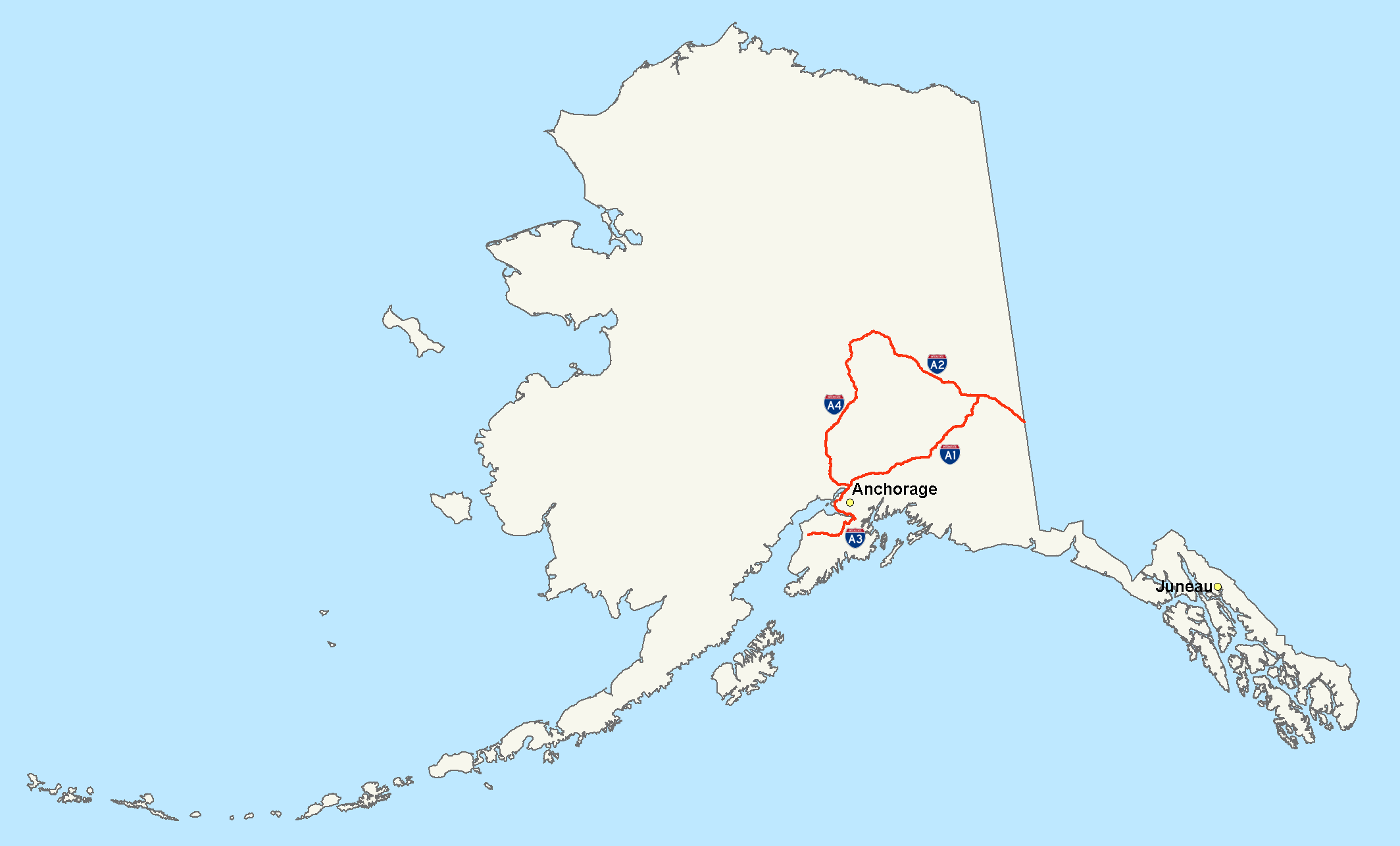
Карта автострад на Аляске.

Сама система межштатных магистралей распространяется также и на Аляску, Гавайи и Пуэрто-Рико, хотя они и не имеют связи по земле с другими штатами или территориями. В то же время, жители этих мест платят федеральные налоги за топливо и шины.
Все автострады на Гавайях расположены на самом населённом острове Оаху и обозначаются префиксом H. Всего есть три дороги с однозначным номером (H-1, H-2 и H-3) и одна вспомогательная дорога (H-201). Эти шоссе объединяют несколько военных и морских баз и важные города и посёлки, расположенные на острове (также и столицу штата — Гонолулу).
И Аляска, и Пуэрто-Рико имеют автодороги общего пользования, которые получают 90 % финансирования от программы Межштатных магистралей. Шоссе в этих штатах нумеруются в порядке основания без учета правил относительно чётных и нечётных номеров. Они имеют соответствующие префиксы в названии (A и PR), однако на знаках указываются местные номера, а не номера системы. Кроме того, эти дороги были запланированы и построены без соблюдения стандартов сети.

### Отметки миль и номера съездов
На шоссе с одно- и двузначными номерами отметки миль всегда начинаются на южной или западной границе штата. Если шоссе начинается за пределами штата, нумерация начинается от южного или западного конца дороги. Исключения существуют только для шоссе, использующих участки дорог, которые были построены до принятия стандартов и были включены к системе межштатных магистралей по принципу остаточного права.
Шоссе с трёхзначными номерами с чётной первой цифрой, формирующие кольцевые объездные дороги, имеют отметки миль, проставленные по часовой стрелке, в направлении на запад от шоссе, разделяющего кольцевую дорогу с юга. Другими словами, отметка первой мили на I-465 (дорога вокруг Индианаполиса длиной 85 км, или 53 мили) находится к западу от пересечения с I-65 на юге Индианаполиса (на южном ответвлении I-465), а отметка 53-й мили — к востоку от этого пересечения.
Номера съездов на развязках имеют последовательные номера или проставляются в зависимости от расстояния (в соответствии с ближайшей отметкой). По последней системе, несколько съездов на одной миле могут именоваться буквами (как, например, на I-890 в Нью-Йорке съезд, находящийся на расстоянии 4,4 мили от начала дороги, обозначен как 4B, а на расстоянии 4,58 миль — 4C).

### Бизнес-магистрали
Американская ассоциация дорожного строительства определяет категорию специальных дорог, отличающихся от главных и вспомогательных межштатных магистралей. Эти дороги не должны отвечать стандартам, однако могут определяться и утверждаться ассоциацией. К Автомагистралям США (маршруты с обозначением US) и сети межштатных магистралей применяется одна и та же политика в нумерации; однако, иногда обозначения бизнес-шоссе применяют для межштатных автострад. Кольцевые бизнес-дороги и ответвления проходят через центральные деловые районы города. Бизнес-дороги используют, если обычная дорога идёт в обход города. Для их обозначения используется зелёный щит вместо красно-синего.

## Финансирование

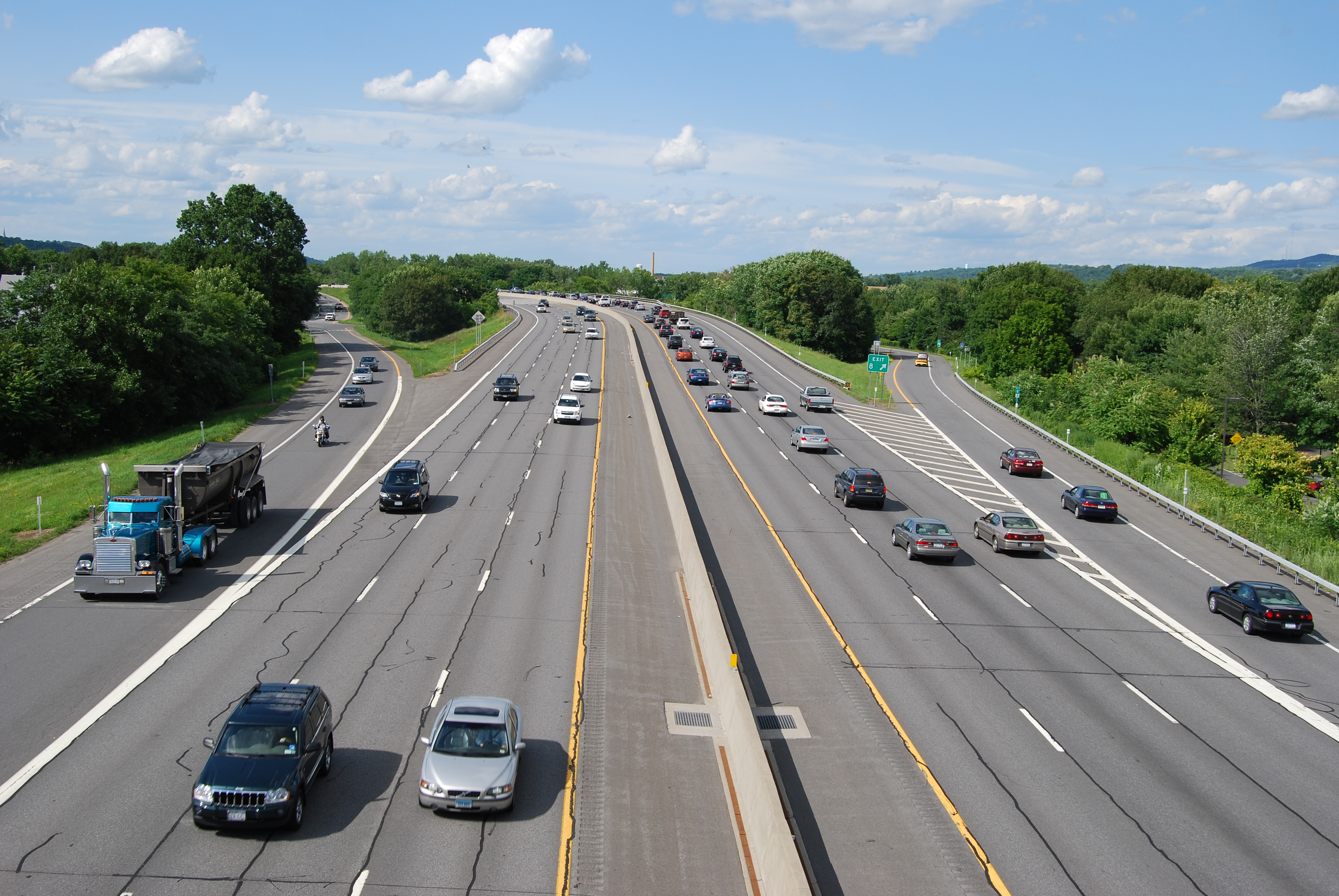
I-787 в Уотервлите, Нью-Йорк, вид на Выезд 8, ромбовидный перекресток (diamond interchange)

Около 70 % строительных средств и расходов на обслуживание межштатных магистралей обеспечиваются за счёт выплаты пошлин, в основном пошлин за топливо, собираемых федеральным правительством, правительством штата и местным правительством. В значительно меньшей степени финансирование идет за счёт средств, собранных на платных автомобильных дорогах и мостах. Правительственный Фонд строительства шоссейных дорог (англ. Highway Trust Fund), появившейся согласно Закону о доходах автомобильных дорог (англ. Highway Revenue Act) 1956 года, определил пошлину за топливо в размере 3 центов за галлон, но со временем она была увеличена до 4,5 цента за галлон. В 1993 году пошлина была увеличена до 18,4 цента за галлон и таковой остаётся по состоянию на 2019 год.
Оставшаяся часть средств поступает от денежных поступлений основного фонда, выпуска облигаций, назначенных налогов на имущество и других налогов. Деньги из федерального бюджета поступают преимущественно из основного фонда (61,4 % в 2019 году), a также от налогов на транспортные средства и топливо (38,3 % в 2019 году), доходы от налогов и платных дорог составляет 61,1 % от взносов штатов.
Часть средств, выплаченных автомобилистами за пользование платных дорог, потраченных непосредственно на шоссе, покрывает примерно 57 процентов от их стоимости, примерно одна шестая пошлины за пользование отправляется на другие программы, включая системы общественного транспорта в крупных городах. На северо-востоке США отдельные крупные участки межштатных магистралей, которые были запланированы или сооружены до 1956 года, до сих пор работают как платные дороги. Некоторые уже выплатили свои строительные бонды и стали бесплатными, например в Коннектикуте (I-95), Мэриленде (I-95), Вирджинии (I-95) и Кентукки (I-65).
В связи с ростом пригородов, затраты на обслуживание инфраструктуры автомагистралей выросли и как результат остается очень мало средств на строительство новых межштатных шоссе. Это привело к распространению платных дорог (англ. turnpike) как нового метода строительства шоссе с ограниченным доступом в пригородах. Некоторые шоссе обслуживаются частными компаниями (например, компания VMS обслуживает I-35 в Техасе) для того, чтобы удовлетворить растущие затраты на обслуживание. Это позволяет министерствам транспорта штатов сосредоточивать усилия на обслуживании быстрорастущих районов штатов.
Часть дорог системы может в будущем стать платной для покрытия стоимости обслуживания и расходов в виде полос движения HOV/HOT, как сделано в городах Сан-Диего, Солт-Лейк-Сити, Миннеаполис, Хьюстон, Денвер, Даллас, Атланта и в округе Фэрфакс, штат Вирджиния. Хотя частично платы появились как следствие закона SAFETEA-LU (англ. Safe, Accountable, Flexible, Efficient Transportation Equity Act: A Legacy for Users — Закон о безопасном, ответственном, гибком, эффективном транспортном равенстве: Наследие для пользователей), который подчеркнул значение платных дорог как средства для уменьшения плотности движения, имеющиеся федеральные законы не позволяют штатам переводить бесплатную часть дороги в платную для всех видов транспорта.

### Платные дороги

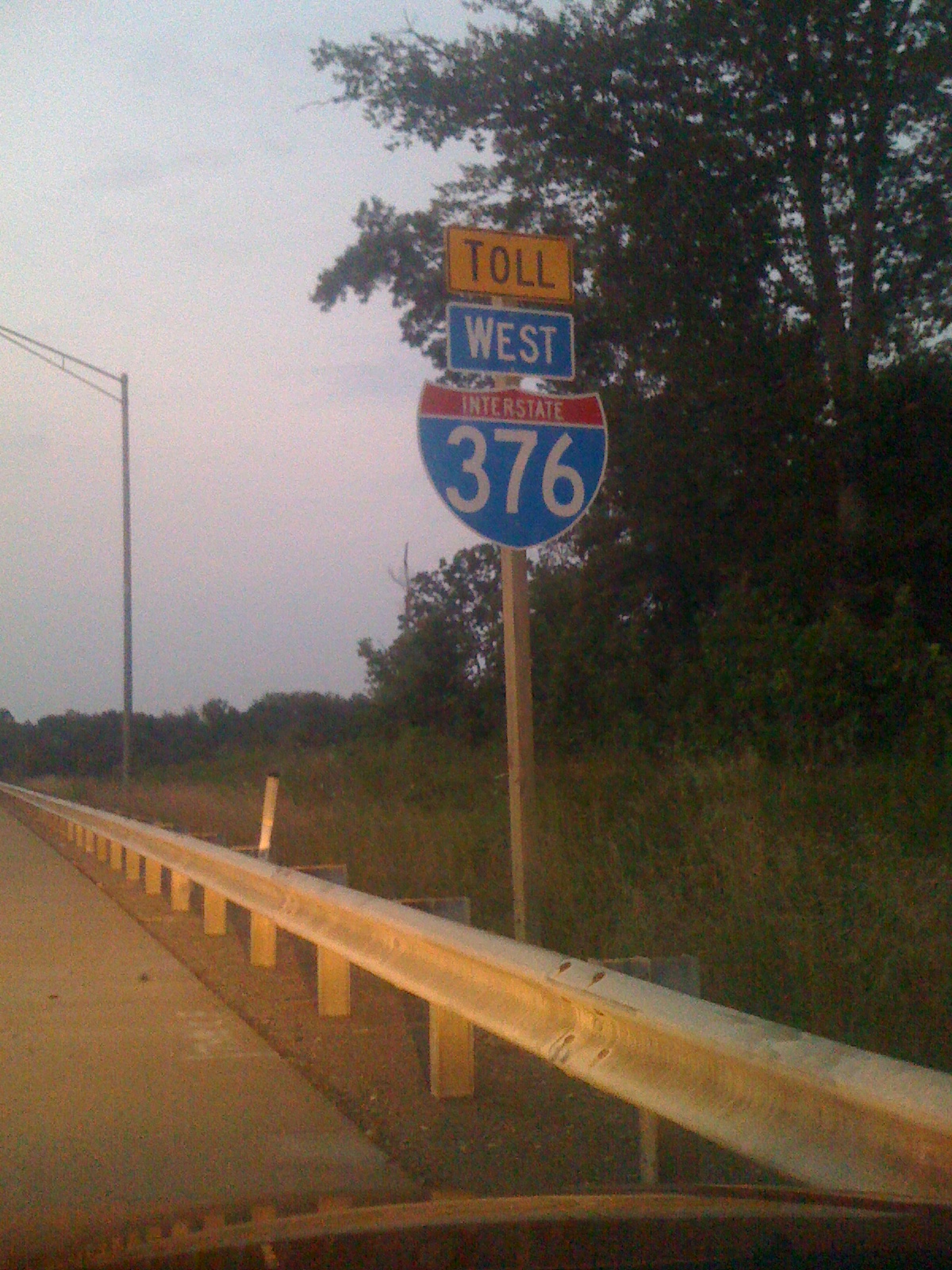
Новый знак (чёрными буквами на жёлтом фоне) «Toll» (пошлина) на I-376

В системе межштатных магистралей примерно 4700 км (2900 миль) платных дорог. Пока федеральное законодательство не запретило сбор пошлины на шоссе между штатами, были построены или достроены большинство из платных дорог, поскольку создавались до основания Системы межштатных магистралей им. Эйзенхауэра. Поскольку эти шоссе обеспечивают логические связи между частями системы, они были запроектированы как межштатные магистрали. Конгресс США принял решение, что слишком дорого строить бесплатные автострады параллельно этим платным дорогам или выплачивать средства всем владельцам облигаций, которые профинансировали строительство, чтобы сделать эти участки бесплатными. Поэтому эти дороги были включены в систему в соответствии с законами, которые действовали на момент до начала системы, то есть платными.
Платным дорогам, запроектированным как межштатные автострады (например, Массачусетская платная автодорога, англ. Massachusetts Turnpike), обычно разрешается продолжать брать плату, но они не имеют права на получение федеральных средств на обслуживание и модернизацию. Также эти платные дороги, поскольку они были включены в соответствии с законами, которые действовали на момент до основания системы, не совсем соответствуют стандартам системы. Заметным примером является западный подход к мосту Бенджамина Франклина в Филадельфии, где трасса I-676 проходит через исторический район.
Взгляды относительно платных объектов и шоссе системы изменились. Федеральное управление автомобильных дорог США позволило некоторым штатам собирать деньги на существующих автострадах, когда недавнее расширение I-376 включило участок 60-й Пенсильванской дороги, которая была платной по решению Комиссии Пенсильванской платной автодороги (англ. Pennsylvania Turnpike Commission) до решения о причислении её к сети межштатных магистралей. Также новые платные участки (как, например, участок I-376, построенный в начале 1990-х) должны соответствовать стандартам межштатных магистралей. Новое приложение 2009 года в Руководстве по единообразию устройств контроля дорожного движения (англ. Manual on Uniform Traffic Control Devices) требует располагать знак с надписью «Toll» («Пошлина») чёрными буквами на жёлтом фоне над первым знаком автострады на дороге, за проезд по которой взимается плата.
Закон SAFETEA-LU (англ. Safe, Accountable, Flexible, Efficient Transportation Equity Act: A Legacy for Users — Закон о безопасном, ответственном, гибком, эффективном транспортном равенстве: Наследие для пользователей), принятый в 2005 году, поощрил штаты строить новые межштатные автострады с помощью методов «инновационного финансирования». Закон облегчает штатам получение финансирования упрощением запрета на строительство автострад как платных дорог, или через государственные агентства, или с помощью публично-частного партнёрства. Однако SAFETEA-LU оставил запрет на установление платы на существующих бесплатных межштатных трассах, поэтому штаты, которые желают перевести дорогу с бесплатной на платную, сначала должны получить согласие Конгресса США.

### Платные и бесплатные трассы
Межштатные автострады, которые финансируются из федеральных фондов, известны как «обременительные» (англ. chargeable). Они рассматриваются как часть сети шоссе в 68 000 км. Федеральные законы также разрешают строить «необременительные» (англ. non-chargeable) автострады, принцип финансирования которых подобен таковому у автомагистралей США, которые обозначаются, как межштатные шоссе, если они соответствуют стандартам и являются логической частью или присоединением к системе. Эти части подпадают под две категории: дороги, которые уже соответствуют стандартам, и те, которые ещё не усовершенствованы до уровня стандартов. Только дороги, отвечающие стандартам, могут быть обозначены, как межштатные магистрали после утверждения их номера.

## Обозначение

### Щиты
Межштатные автострады обозначаются номером на щите с красным, белым и синим цветом и торговой маркой. В первоначальном дизайне над номером указывалось название штата, однако в большинстве штатов это поле остается пустым. Размеры знака составляют 91 см в высоту (36 дюймов) и шириной 91 см (36″) для двузначных номеров или 110 см (45″) для трёзначных номеров.
Кольцевые бизнес-трассы и ответвления обозначаются специальными щитами, на которых красный и синий цвета заменены зелёным, вместо слова «INTERSTATE» («межштатная магистраль») написано слово «BUSINESS» («бизнес») и над номером обычно есть надпись «SPUR» («ответвление») или «LOOP» («кольцо»). Зелёный щит применяется для обозначения главных маршрутов через центральный деловой район города, которые пересекают межштатное шоссе на одном конце (ответвление) или на обоих концах (кольцо) бизнес-трассы (англ. business route). Такие дороги, как правило, пересекают главные артерии деловой части города или главные бизнес-районы. Город может иметь более одной бизнес-трассы, производной от межштатной магистрали, в зависимости от количества шоссе, проходящих через город и количества важных деловых районов.
Со временем дизайн щита менялся. В 1957 году был представлен дизайн щита, разработанный Ричардом Оливером, сотрудником техасского отделения Управления межштатных магистралей, который победил в конкурсе из 100 участников; в то время щит имел тёмно-синий цвет и был всего 43 см (17″) шириной. С появлением новых редакций Инструкции по единообразию устройств контроля дорожного движения (англ. Manual on Uniform Traffic Control Devices (MUTCD)) стандарты были пересмотрены в 1961, 1971, и 1978 годах.

### Нумерация съездов

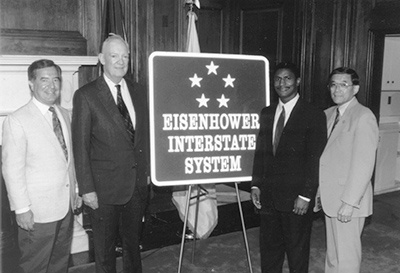
Мемориальный знак, представленный в 1993 году. Поскольку систему предложили во время президентства Дуайта Эйзенхауэра, пять звёзд выбраны как память о том, что он был генералом армии США во время Второй мировой войны.

Большинство межштатных шоссе имеют нумерацию съездов. Все дорожные знаки и обозначения участков с односторонним движением должны быть разработаны в соответствии с Инструкцией по единообразию устройств контроля дорожного движения (англ. Manual on Uniform Traffic Control Devices (MUTCD)). Однако существуют много местных и региональных вариаций.
В течение многих лет Калифорния являлась единственным штатом, который не имел нумерации съездов. Это было разрешено в виде исключения в 1950-х в связи с большим количеством уже построенных и оборудованных знаками шоссе из-за высокой стоимости работ по установке дополнительных знаков. Калифорния начала установки номеров съездов на шоссе в 2002 году на межштатных автострадах, автомагистралях США (обозначаются приставкой US) и на дорогах штата. Министерство транспорта Калифорнии обычно устанавливает знаки съездов, только если новая дорога или развязка строится, реконструируется, модифицируется или восстанавливается, для контроля средств, и обычно дополнительно крепится к верхнему правому углу существующего знака. Новые знаки вдоль автострад также придерживаются этого правила. На сегодня большинство межштатных автострад Калифорнии имеют знаки съездов, особенно в сельской местности.
Обозначения съездов соответствует обозначениям дорожных указателей расстояния в милях в большинстве штатов. Однако на трассе I-19 в Аризоне длины измеряются в километрах, потому что во время строительства дороги движение за переход Соединенных Штатов к метрической системе имело достаточную поддержку и это было ошибочно воспринято как постепенный переход всех дорог на измерения в метрах. Также причиной могла быть близость к Мексике, использующей метрическую систему, так как I-19 косвенно присоединяет I-10 к системе Мексиканских федеральных шоссе через улицы г. Ногалес в штате Аризона.
Расстояние считается с запада на восток на большинстве межштатных магистралей с чётными номерами, для нечётных номеров расстояние считается с юга на север. Некоторые платные дороги, включая Нью-Йоркскую государственную скоростную дорогу (англ. New York State Thruway) и платную дорогу «Джейн Адамс Мемориал» (англ. Jane Addams Memorial Tollway), имеют последовательную нумерацию съездов. Съезды на Нью-Йоркской государственной скоростной дороге считаются от Йонкерса с увеличением на север и затем на восток от Олбани. На Джейн Адамс Мемориал расстояние считается от аэропорта О’Хара с увеличением номеров в западном направлении, что является начальной точкой платной дороги.
По состоянию на ноябрь 2010 года, Управление платных дорог Иллинойса (англ. Illinois State Tollway Authority) изменило дорожные указатели расстояния согласно принятым в штате на трассе I-90 (Jane Addams Memorial/Northwest Tollway) и участке I-94 на платном Шоссе трёх штатов (англ. Tri-State Tollway), что ранее совпадало с участком I-294, начинавшемся на юге от I-80/I-94/IL Route 394. На платной дороге сейчас происходит процесс установки номеров съездов.
Много северо-восточных штатов нумеруют съезды по порядку, независимо от количества миль между съездами. На сегодня так делают в штатах Коннектикут, Делавэр, Массачусетс, Нью-Гемпшир, Нью-Йорк, Род-Айленд и Вермонт: межштатные трассы, которые полностью находятся в этих штатах — 87, 88, 89, 91 и 93 — имеют последовательную нумерацию съездов. Штаты Мэн, Пенсильвания, Вирджиния, Джорджия и Флорида также пользовались такой системой, но уже перешли на нумерацию в зависимости от расстояния. Джорджия изменила нумерацию в 2000 году, штат Мэн — в 2004 году. На Пенсильванской платной дороге (англ. Pennsylvania Turnpike) применяется обе системы. Дорожные указатели расстояния используются для обозначений, а последовательные номера — для внутренней нумерации перекрёстков с эстакадами. Платная дорога Нью-Джерси (англ. New Jersey Turnpike) и её участки, являющиеся частями I-95 и I-78, имеют порядковые номера, хотя все другие межштатные магистрали используют обозначение по расстоянию.
Трасса I-87 в штате Нью-Йорк обозначена тремя разными способами. На первой части, которая образует скоростную автостраду им. майора Дигана (англ. Major Deegan Expressway), съезды пронумерованы по порядку от 1 до 14. Вторая секция является частью Нью-Йоркской государственной скоростной дороги, которая начинается в Йонкерсе (съезд 1) и продолжается на север до Олбани (съезд 24), после чего поворачивает на запад и становится I-90 от съезда 25 до съезда 61. От Олбани на север до границы с Канадой съезды пронумерованы от 1 до 44 вдоль Нью-Йоркского Северного Пути (англ. New York State Northway). Из-за того, что существует больше одного съезда с одинаковыми номерами, иногда происходит путаница. Например, съезд 4 на участке I-87 на Нью-Йоркской государственной скоростной дороге ведёт к «Кросс Каунти парквэй» в Йонкерсе (англ. Cross County Parkway), но съезд 4 на Северном Пути ведёт к аэропорту Олбани. Расстояние между этими съездами 240 км (150 миль).

### Расположение знаков

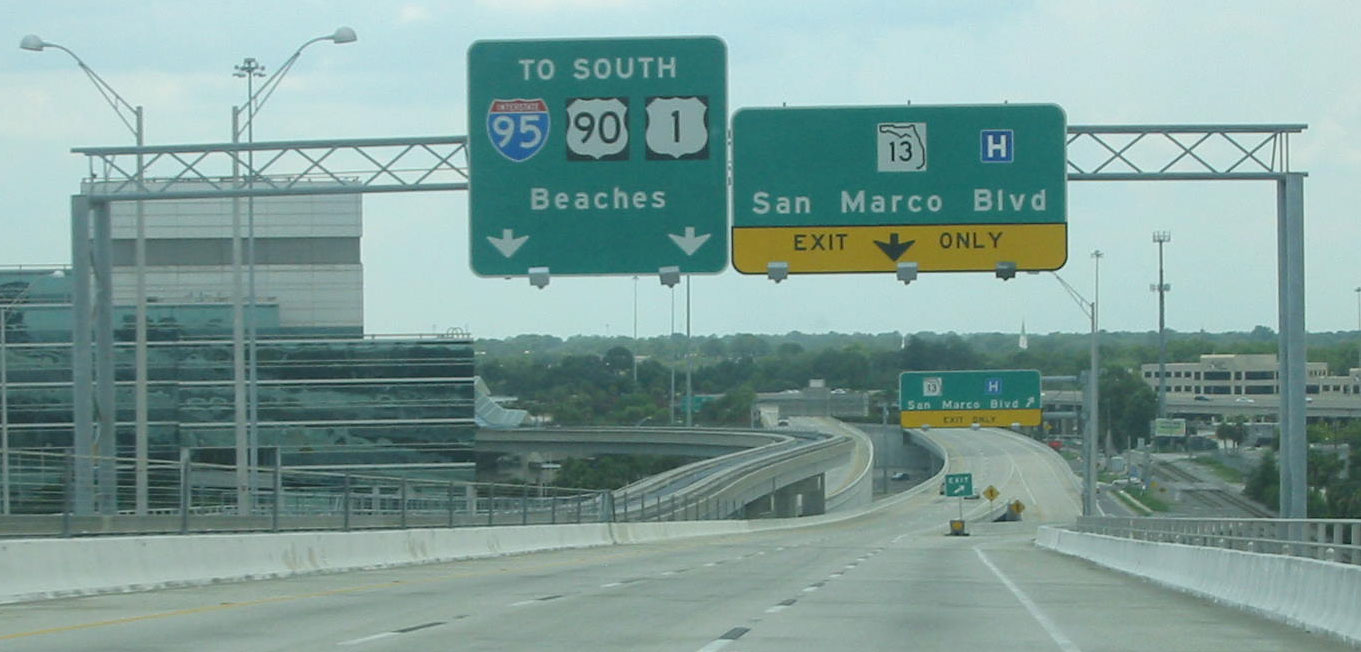
Портал на мосту Акоста в Джэксонвилле

Есть четыре основных метода расположения знаков на межштатных трассах:
- знак располагается на столбике, обычно справа от шоссе, и используется для обозначения съездов, зон отдыха, пунктов услуг (АЗС, жилье), рекреационных зон и названий автострад.
- знак монтируется на эстакадах.
- самый частый способ — с применением порталов (встречается два подхода):
  - знаки монтируются на полупорталах, которые расположены на одной стороне дороги, как и в способе установки знаков на столбике
  - полноценные порталы, которые пересекают всю ширину шоссе и часто содержат два или более знаков.

## Статистика
Наиболее загруженная трасса: 374 тысяч автомобилей в день: I-405 в Лос-Анджелесе (объездная часть I-5, оценка по состоянию на 2008).

### Высота над уровнем моря
- Самая высокая автострада: 3401 м: I-70 в Тоннеле Эйзенхауэра на Американском континентальном водоразделе на территории Скалистых гор[64].
- Самая низкая наземная часть: −15,8 м: I-8 около реки Нью-Ривер, вблизи населённого пункта Сили (англ. Seeley), штат Калифорния[64].
- Самая низкая подземная часть: −31 м: I-95 в тоннеле Форт-МакГенри под бухтой Балтимора, штат Мэриленд[65].

### Длина
- Самая длинная: 4862 км: трасса I-90, идёт от Сиэтла до Бостона[64].
- Самая длинная (направление север-юг): 3097 км: шоссе I-95 от границы Канады с США у Хоултона до Майами[64].
- Самый длинный участок между границами штатов: 1415 км: шоссе I-10 в Техасе от границы штата Нью-Мексико возле Эль-Пасо до границы штата Луизиана возле Оринджа[66].
- Самые длинные параллельные межштатные трассы: 448 км: I-80 и I-90; от Гэри до Элирии[67].
- Кратчайший участок между границами штатов: 138 м: на автостраде I-95 (Capital Beltway) на мосту Вудро Вильсона (англ. Woodrow Wilson Bridge) через р. Потомак, где она коротко пересекает самую южную часть округа Колумбия между Мэрилендом и Вирджинией[68].
- Кратчайшая автострада (с двузначным номером): 2,25 км: I-69W около Ларедо в штате Техас[68].

### Штаты
- Наибольшее количество штатов, которое пересекается одним шоссе: 15 штатов и округ Колумбия: трасса I-95 через штаты Флорида, Джорджия, Южная Каролина, Северная Каролина, Вирджиния, Округ Колумбия, Мэриленд, Делавэр, Пенсильвания, Нью-Джерси, Нью-Йорк, Коннектикут, Род-Айленд, Массачусетс, Нью-Гемпшир и Мэн[64].
- Наибольшее количество межштатных автострад в штате: 32 шоссе: штат Нью-Йорк, общая длина 2 817,41 км[64].
- Наибольшая длина межштатных магистралей в штате: 5203,73 км: штат Техас, 17 различных маршрутов[64].